# Staurocladia charcoti
Staurocladia charcoti är en nässeldjursart som först beskrevs av Bedot 1908.  Staurocladia charcoti ingår i släktet Staurocladia och familjen Eleutheriidae.
Artens utbredningsområde är Södra Ishavet. Inga underarter finns listade i Catalogue of Life.